# Bernhard Grümme
Bernhard Grümme (* 7. August 1962 in Bad Driburg) ist ein deutscher römisch-katholischer Theologe und Professor für Religionspädagogik.

## Leben
Grümme studierte römisch-katholische Theologie, Geschichte, Erziehungswissenschaft und Philosophie an der Universität Münster. Ab 2004 war Grümme als Professor an der Pädagogischen Hochschule Ludwigsburg tätig. Seit dem Sommersemester 2013 ist er Lehrstuhlinhaber für Religionspädagogik und Didaktik des Religionsunterrichts an der Ruhr-Universität Bochum. Grümme ist verheiratet und hat zwei Kinder.

## Werke (Auswahl)
- „Noch ist die Träne nicht weggewischt von jeglichem Angesicht“. Überlegungen zur Rede von Erlösung bei Karl Rahner und Franz Rosenzweig. Altenberge 1996.
- „Altes“ und „Neues“ Volk Gottes? Eine Unterrichtssequenz zum Verhältnis von Juden und Christen unter Berücksichtigung korrelationsdidaktischer Gesichtspunkte in einer Klasse 10. Ms. Münster 1997.
- Vom Anderen eröffnete Erfahrung. Zur Neubestimmung des Erfahrungsbegriffs in der Religionsdidaktik. In: Religionspädagogik in pluraler Gesellschaft 10, Gütersloh / Freiburg im Breisgau 2007.
- Religionsunterricht und Politik. Bestandsaufnahme – Grundsatzüberlegungen – Perspektiven für eine politische Dimension des Religionsunterrichts. Stuttgart 2009.
- Menschen bilden? Eine religionspädagogische Anthropologie. Freiburg im Breisgau 2012.
- Öffentliche Religionspädagogik. Stuttgart 2015.
- Aufbruch in die Öffentlichkeit?. Bielefeld 2018.